# Пулицас, Панайотис
Панайотис Пулицас (греч. Παναγιώτης Πουλίτσας; 1881, Еракион, Лакония — 16 января 1968, Афины) — греческий судья и академик. Был временным премьер-министром Греции в 1946 году.

## Биография
Пулицас родился в лаконийской деревне Еракион в 1881 году. Учился юриспруденции в Афинском университете. Работал юристом 5 лет, после чего, в 1907 году, был назначен судьёй, служа первоначально судьёй, а затем в судах апелляционной инстанции в различных городах Греции.
Дополнил свои юридические знания в университете в Берлине, после чего служил в столицах Македонии, Фессалоники, и Эпира, Янина (город). Впоследствии был назначен председателем суда в Афинах и в 1932 году был назначен в Государственный совет, оставаясь на этом посту до 1951 года.
В первые послевоенные выборы 1946 года и до созыва Парламента эллинов, стал премьер-министром правительства сформированного лидерами промонархистской «Народной партии»:838. Оставался на посту премьер-министра только 14 дней (4 — 18 апреля 1946) 
.
Пятью годами позже Пулицас был избран депутатом парламента с правой партией «Греческий призыв» (Ελληνικός Συναγερμός). Пулицас был членом Афинской академии с 1947 года и стал её президентом в 1957 году. Пулицас был также председателем «Союза друзей образования» и «Общества Византийских исследований». Пулицас публиковал статьи в различных научных и юридических журналах и написал книгу «Отношения Государства и Церкви».
Был награждён Большим крестом Ордена Феникса.
Пулицас умер в Афинах в 1968 году.